# Gewog di Tashicholing
Il gewog di Tashicholing è uno dei quindici raggruppamenti di villaggi del distretto di Samtse, nella regione Occidentale, in Bhutan.